# Indigastrum argyroides
Indigastrum argyroides är en ärtväxtart som först beskrevs av Ernst Meyer, och fick sitt nu gällande namn av Brian David Schrire. Indigastrum argyroides ingår i släktet Indigastrum och familjen ärtväxter. Inga underarter finns listade i Catalogue of Life.